# Dick Costolo
Richard William Costolo (Royal Oak, 10 settembre 1963) è un imprenditore e informatico statunitense.
È stato amministratore delegato di Twitter dal 2010 al 2015, dopo averne ricoperto il ruolo di direttore operativo.
Ha collaborato nel ruolo di consulente alla serie televisiva Silicon Valley e ha fatto parte del consiglio di amministrazione di Patreon.

## Biografia
Costolo è nato a Royal Oak, Michigan. Nel 1985 ha conseguito un Bachelor of Science in informatica e scienze della comunicazione presso l'Università del Michigan. Dopo la laurea, ha deciso di non accettare offerte da aziende tecnologiche e si è invece trasferito a Chicago per lavorare nella commedia improvvisata. Non è durata molto,  Costolo si èè quindi trasferito in Andersen Consulting dove è stato per otto anni come senior manager in gruppi di prodotti e tecnologia. Ha poi co-fondato Burning Door Networked Media, una società di consulenza per il web design e lo sviluppo, acquisita da Digital Knowledge Assets nell'ottobre 1996. Ha poi co-fondato SpyOnIt, un servizio di monitoraggio delle pagine web, che è stato venduto a 724 Solutions nel settembre 2000.
Nel 2004, Costolo, insieme a Eric Lunt, Steve Olechowski e Matt Shobe, ha fondato il fornitore di servizi di gestione dei feed web FeedBurner. Dopo che Google ha acquistato FeedBurner nel 2007, Dick Costolo è diventato un dipendente del gigante della ricerca, lavorando comunque anche in altre aree di Google. Nel luglio 2009, ha lasciato Google e in settembre si è unito a Twitter come COO. Quindi è diventato CEO nel 2010 in sostituzione di Evan Williams in congedo per paternità. Alla fine ha ricoperto quell'incarico in modo  permanente. Nel 2011, avrebbe in particolare proclamato su Twitter: "Siamo l'ala della libertà di parola del partito della libertà di parola".